# Баш-Эбре
Баш-Эбре (исп. Bajo Ebro,  кат. Baix Ebre)  — район (комарка) в Испании, входит в провинцию Таррагона в составе автономного сообщества Каталония.

## Муниципалитеты
1. Ла-Альдеа
2. Альдовер
3. Альфара-де-Карлес
4. Ла-Амеллья-де-Мар
5. Ла-Амполья
6. Бенифальет
7. Камарлес
8. Черта (Испания)
9. Дельтебре
10. Паульс
11. Эль-Перельо
12. Рокетас
13. Тивеньс
14. Тортоса